# Haitianisch-kubanische Beziehungen
Die Haitianisch-kubanischen Beziehungen beschreiben das bilaterale Verhältnis zwischen der Republik Haiti einerseits und der Republik Kuba andererseits.
Beide Länder sind Mitglieder der Vereinten Nationen, der Organisation Amerikanischer Staaten und der 2011 gegründeten Gemeinschaft der Lateinamerikanischen und Karibischen Staaten (CELAC).

## Geschichte
Haiti erlangte die Unabhängigkeit von der früheren Kolonialmacht Frankreich bereits im Jahr 1804, während die Kolonialmacht Spanien im Jahr 1898 nach dem Spanisch-Amerikanischen Krieg im Friedensvertrag von Paris den Verzicht auf Kuba erklärte, das Land bis zum Jahr 1902 von den Vereinigten Staaten besetzt blieb und dann die staatliche Unabhängigkeit erlangte.
Als die haitianische Revolution in den 1790er Jahren Erfolge zeigte, flohen mehrere Tausend der französischen Pflanzer unter Mitnahme ihrer Sklaven nach Kuba.
Während des Zehnjährigen Kriegs (1868–1878), in dem es um die Unabhängigkeit Kubas von der spanischen Kolonialmacht ging, stand Haiti auf der Seite der Aufständischen. Im Jahr 1871 suchte das Kanonenboot Hornet, das in der Hand der Rebellen war, in Port-au-Prince Zuflucht. Dies führte zu einer elfmonatige Blockade des Hafens durch die spanische Marine, die erst im Januar 1872 durch die amerikanische Flotte gebrochen wurde. Die Amerikaner nahmen die Hornet und verbrachten sie nach Baltimore.
Der haitianische Präsident Pierre Théoma Boisrond-Canal (im Amt 1876 bis 1879 und nochmals kommissarisch 1888 und 1902) hatte während eines zeitweiligen Exils in Jamaika gute und enge Kontakte zu kubanischen Exilanten aufgebaut. Entsprechend stand er im Unabhängigkeitskrieg deutlich auf Seiten Kubas gegen Spanien. Im Dezember 1877 kam es zu einer Zuspitzung, als zwei spanische Kriegsschiffe in Port-au-Prince einliefen und eine Beendigung der Unterstützung der Rebellen in Kuba durch Haiti durchsetzten.
Während der Diktatur des haitianischen Präsidenten François Duvalier unterhielten dessen Gegner enge Beziehungen zu der Bewegung Fidel Castros in Kuba. Die Machtübernahme der Revolutionäre führte nicht zuletzt auf Druck der Vereinigten Staaten im Jahr 1959 zum Abbruch der diplomatischen Beziehungen. Kuba sandte daraufhin mehrfach Saboteure und Agitatoren nach Haiti, die auch vor Gewalttätigkeiten nicht zurückschreckten. Schließlich gelang es der Miliz Duvaliers, den Tonton Macoute, die Aufwiegler festzusetzen oder auszuschalten.
Im Jahr 1977 schlossen beide Länder das Cuba–Haiti Maritime Boundary Agreement ab, mit dem die Seegrenze zwischen Kuba und Haiti in der Windward-Passage dem Äquidistanzprinzíp folgend festgelegt wurde.
Nach der Wahl des linksgerichteten Jean-Bertrand Aristide als Präsident von Haiti näherte sich dieser Fidel Castro an. Beide Staatschefs vereinbarten im Jahr 1997 die Wiederaufnahme der diplomatischen Beziehungen. Die Botschaften Haitis in Havanna und Kubas in Port-au-Prince wurden wiedereröffnet.
Mit den schweren Verwüstungen, die der Hurrikan George im September 1998 in Haiti hinterließ, begann Kubas medizinische Hilfe durch Entsendung von Ärzten und medizinischem Material nach Haiti. Seit 1998 wurden über 3000 kubanische Ärzte zeitweise nach Haiti entsandt, die 550 Haitianer ausbildeten. Von 1998 bis 2010 wurden über 207.000 Operationen durchgeführt, 45.000 Menschen das Augenlicht zurückgegeben, 14,6 Millionen Arzt-Patienten-Konsultationen durchgeführt und bei der Geburt von 100.000 Kindern geholfen. Auch nach dem verheerenden Erdbeben in Haiti des Jahres 2010 kam die erste ausländische medizinische Versorgung aus Kuba.
Im Juli 2001 stattete Präsident Aristide Kuba einen viertägigen Staatsbesuch ab.
Nach seiner Wahl, jedoch noch vor Amtsantritt, besuchte der haitianische Präsident René Préval im Jahr 2006 Kuba und führte ein Gespräch mit dem dortigen Präsidenten Castro.
Im Juli 2010 besuchte Präsident Préval Kuba erneut und unterstrich die „ausgezeichnetenn Beziehungen“ beider Länder.
Am 24. Juni 2021 begab sich der in seine Heimat zurückgekehrte ex-Präsident Aristide zu einer stationären medizinischen Behandlung seiner COVID-19 Erkrankung nach Kuba und kehrte am 15. Juli nach Port-au-Prince zurück.
Die Krise in Haiti führte dazu, dass die kubanische Regierung am 19. April 2024 über den Flughafen Cap-Haitien 254 Landsleute, darunter Diplomaten und Experten der medizinischen Zusammenarbeit, in ihre Heimat evakuierte,

## Stand
Haiti ist in Kuba mit einer Botschaft in Havanna vertreten. Kuba unterhält eine Botschaft in Pétionville, Haiti.
In Kuba leben rund 300 000 haitianisch stämmige Einwohner, wobei Haitianisch-Kreolisch die am zweithäufigsten gesprochene Sprache im Lande ist.
Die haitianische Fluggesellschaft Sunrise Airways hatte im Jahr 2020 direkte, regelmäßige Linienflugverbindungen von Port-au-Prince nach Havanna, Santiago, Holguin und Camaguey eingerichtet, die nach der durch die Sicherheitslage bedingten dauerhaften Schließung des Flughafens Port-au-Prince jedoch eingestellt wurden.